# Bruneis riksvapen
Bruneis riksvapen skapades 1959. Vapnet består av en sorts pelare som vilar på halvmånen, islams symbol. Inskriptionen lyder: "Med Guds hjälp vinner det goda" och "Brunei, fredens port".